# Тау — нуль
«Тау — нуль» (англ. Tau Zero) — науково-фантастичний роман американського фантаста Пола Андерсона. Написаний у 1970 на основі ранішої повісті «Пережити вічність» (англ. To Outlive Eternity), опублікованої в журналі «Galaxy Science Fiction» 1967 року. У книжковому варіанті роман був опублікований у 1970 році. Особливість роману — правдоподібність з точки зору фізики і астрономії, що дозволяє віднести його до так званої «жорсткої наукової фантастики». Твір був номінований на отримання премії Г'юго в номінації «найкращий роман» в 1971, але поступився роману Ларрі Нівена «Світ-Кільце».

## Сюжет
Недалеке майбутнє. Після ядерної війни провідною світовою державою стала Швеція. Люди почали колонізувати космос, але міжзоряні польоти тривають десятки років. Завдяки релятивістському уповільненню часу всередині корабля час плине повільніше, ніж назовні. Що ближче швидкість польоту до швидкості світла, то нижче коефіцієнт «тау» (який і дав назву роману), відповідно більша маса корабля і уповільнення часу. Тому за швидкості, близької до швидкості світла, всередині корабля минають хвилини, у той час як у світі навколо нього можуть минути мільйони років.
Корабель «Леонора Крістін» вирушає до зоряної системи Бети Діви. Екіпаж корабля складається з 50 осіб різних національностей (25 чоловіків та 25 жінок) і різних спеціальностей. Він повинен заснувати колонію на придатній для життя планеті цієї зоряної системи. Двигун корабля переробляє на паливо частки водню, що зустрічаються в космосі, так що зіткнення з ними тільки пришвидшує корабель. Тому «Леонора Крістін» теоретично може прискорюватися до швидкостей близьких до світлової.
Передбачалося, що політ займе 5 років, але на другому році «Леонора Крістін» влетіла в непомічену раніше туманність. Зіткнення призводить до поломки системи гальмування. Вийти в космос для її лагодження неможливо, оскільки працюючий двигун створює сильне іонізуюче випромінювання. Вимкнути двигун неможливо, оскільки він огорнений захисним полем. Екіпаж вирішує ще більше прискорити корабель, щоб скоротити час, коли він вилетить із туманності і можна буде провести ремонт. Оскільки швидкість близька до світлової, «Леонора Крістін» встигає покинути галактику, поки екіпаж готується до ремонту. Корабельному констеблеві Карлу Реймону і його помічникам вдається підтримувати дисципліну і надихнути людей до роботи.
Проте, коли «Леонора Крістін» вийшла за межі галактичної родини, виявилося, що густина міжгалактичної речовини тут все ж дуже висока, і потрібен вихід за межі ще більшого утворення — галактичного клану, що охоплює кілька галактичних родин. Тільки там інженери змогли полагодити систему гальмування, поки назовні минають мільйони років.
Однак тепер виявляється, що густина речовини навколо корабля занадто низька для гальмування. Екіпаж вирішує продовжувати подорож доти, доки «Леонора Крістін» знову не увійде в щільніші райони. Але, оскільки за цей час у Всесвіті минули десятки мільярдів років, Всесвіт навколо корабля почав помирати. Старі зірки і галактики згасали, а нові не з'являлися. Реймон єдиний не падає духом і пропонує дочекатися початку наступного космічного циклу (передбаченого стиснення і розширення Всесвіту). Екіпаж чекає нового Великого вибуху, під час якого Всесвіт утворився заново.
Реймон з допомогою вчених обирає придатну для життя планету, вкриту синьо-зеленою рослинністю. Астронавти засновують на ній цивілізацію, наймолодшу в новому Всесвіті.

## Походження назви
Назва роману походить від значення множника стиснення часу «тау» ({\displaystyle \tau }), де {\displaystyle \tau ={\sqrt {1-v^{2}/c^{2}}}}, де v — швидкість руху тіла, а c — швидкість світла. Помноживши кількість часу, минулого на Землі, на величину «тау» для певної заданої швидкості, можна тривалість кількість часу, що минула на борту космічного корабля, який рухається з такою швидкістю. Андерсон, таким чином, пише: «що більше швидкість корабля наближається до швидкості світла, то більше „тау“ наближається до нуля», і то більше часу минає поза кораблем щодо часу всередині нього. Корабель у романі повинен був досягти величини «тау», що дорівнює 0,015, але, оскільки він продовжував прискорюватися за рамками заданого розкладу, «тау» зменшувалася дедалі більше. Подібне використання «тау» в певному роді є винятковим. У фізиці більш звично використання «тау» для визначення «повного», дійсного часу.
Так, Андерсоновський «коефіцієнт „тау“» міг би бути умовно записаний як {\displaystyle d\tau /dt}. Фізики також воліють використовувати коефіцієнт гамма (γ) для визначення так званого «Лоренц-фактора» для «розтягування часу», який в термінології Андерсона виглядав би як {\displaystyle 1/\tau }

## Головні персонажі
- Інгрід Ліндгрен (Ingrid Lindgren) — перша офіцер корабля, шведка; у неї були стосунки з Реймоном, поки він не дізнався про її зв'язки з Борисом Федоровим. Вона стає авторитетною персоною, що налаштовує стосунки між екіпажем і пасажирами.
- Чарльз Реймон (Charles Reymont) — констебль корабля, інтерпланетянин (тобто людина без громадянства); приймає рішення щодо підтримання порядку та забезпечення виживання в умовах стихійних лих і безнадії. Де-факто він стає лідером корабля.
- Борис Федоров (Boris Fedoroff) — головний інженер корабля, росіянин.
- Чі-Юень Ай-Лінг (Chi-Yuen Ai-Ling) — палеонтолог, китаянка; після розриву Реймона з Інгрід, у неї з Реймонтом почалися тривалі відносини.
- Ларс Теландер (Lars Telander) — капітан корабля, швед; побожний протестант і сильний лідер, але ті проблеми, небезпека, невизначеності і відповідальність, що звалилися на нього після катастрофи, здається, повільно руйнують його.
- Йоганн Фрівальд (Johann Friewald) — машиніст, німець; мужня людина з доброю вдачею; після поломки системи гальмування, він стає правою рукою Реймона у підтримці порядку та забезпеченню виживання.
- Елоф Нільссон (Elof Nilsson) —астроном, швед; геніальний вчений, але людина нахабна, фізично неприваблива з повною відсутністю люб'язності, що приводить його до тієї крапки, де він вже не в змозі підтримувати відносини з людьми, але пізніше він і Інгрід починають партнерство.
- Джейн Седлер (Jane Sadler) — біотехнік, канадець; після коротких відносини на початку книги і невдалих стосунків з Нільссоном, вона і Фрівальд стають постійними партнерами.
- Емма Глассгольд (Emma Glassgold) — молекулярна біолог, національність невідома, прожила більшу частину свого життя в Ізраїлі; імовірно (хоча це спеціально не підкреслено), правовірна християнка. Між нею і Норбертом Вільямсом розвиваються глибокі (але не сексуальні) стосунки.
- Норберт Вільямс (Norbert Williams) — хімік, американець, нахабний і трохи крикливий холерик, але здатний на глибоке почуття (про що свідчать його стосунки з Еммою Глассгольд).